# Reidsville (Georgia)
Reidsville è una città degli Stati Uniti d'America, situata in Georgia, nella Contea di Tattnall, della quale è il capoluogo.